# Carla Campbell
Carla Campbell (n. 22 noiembrie 1980, Jamaica) este un fotomodel reprezentată de agenția pentru modele IMG Models din New York. Ea apare din 2006, în revista Sports Illustrated Swimsuit Issue, fiind primul model din Caraibe care apare pe lista casei de modă Victoria’s Secret.